# Hector Gottfried Masius
Hector Gottfried Masius (født 13. april 1653 i Schlagsdorf i Mecklenburg, død 20. september 1709) var en tysk-dansk luthersk teolog.
Masius’ ungdomsliv og teologiske uddannelse fandt sted i Tyskland og Nederlandene, hvor han studerede ved forskellige universiteter (Giessen, Leyden, Utrecht), men hans manddomsgerning øvedes i Danmark. Hans moder var nemlig søster til hofpræsten i København Johan Bremer. I 1670 opholdt Masius sig en kortere tid i København, kom senere tilbage, prædikede i Petri Kirke og knyttede her forbindelser, der blev afgørende for hans fremtid. 1682 drog han som dansk gesandtskabspræst til Paris og oplevede her ophævelsen af det nantiske edikt; 1686 vendte han tilbage som hofprædikant og professor i teologi. I Danmark rejste han en strid mod de reformerte, idet han henledte kongemagtens opmærksomhed på, at disse hyldede folkesuveræniteten og derfor var politisk farlige personer. Dette førte til en heftig strid med reformerte teologer rundt om i Europa, i hvilken strid han støttedes af sin yndlingsdiscipel, den lærde Søren Lintrup. Hans vigtigste modstander var den berømte retsfilosof Christian Thomasius i Halle; dennes vittige modskrift opbragte Masius i den grad, at han overtalte kongen til at lade det brænde offentlig af bøddelen som skandskrift og forlange dets forfatter afstraffet, hvilket kurfyrst Frederik Vilhelm af Brandenburg dog ikke ville indlade sig på; tværtimod forlangte han, at kongen skulle straffe sin hofpræst. Striden førte til, at de reformertes stilling i Danmark forværredes, og der blev udstedt forbud mod, at unge danske adelsmænd måtte opholde sig ved kalvinske universiteter. Efter at Masius, der ved ægteskab havde opnået store rigdomme, var død, blev hans børn optagne i den danske adelsstand under navnet von der Maase.